# Ормож

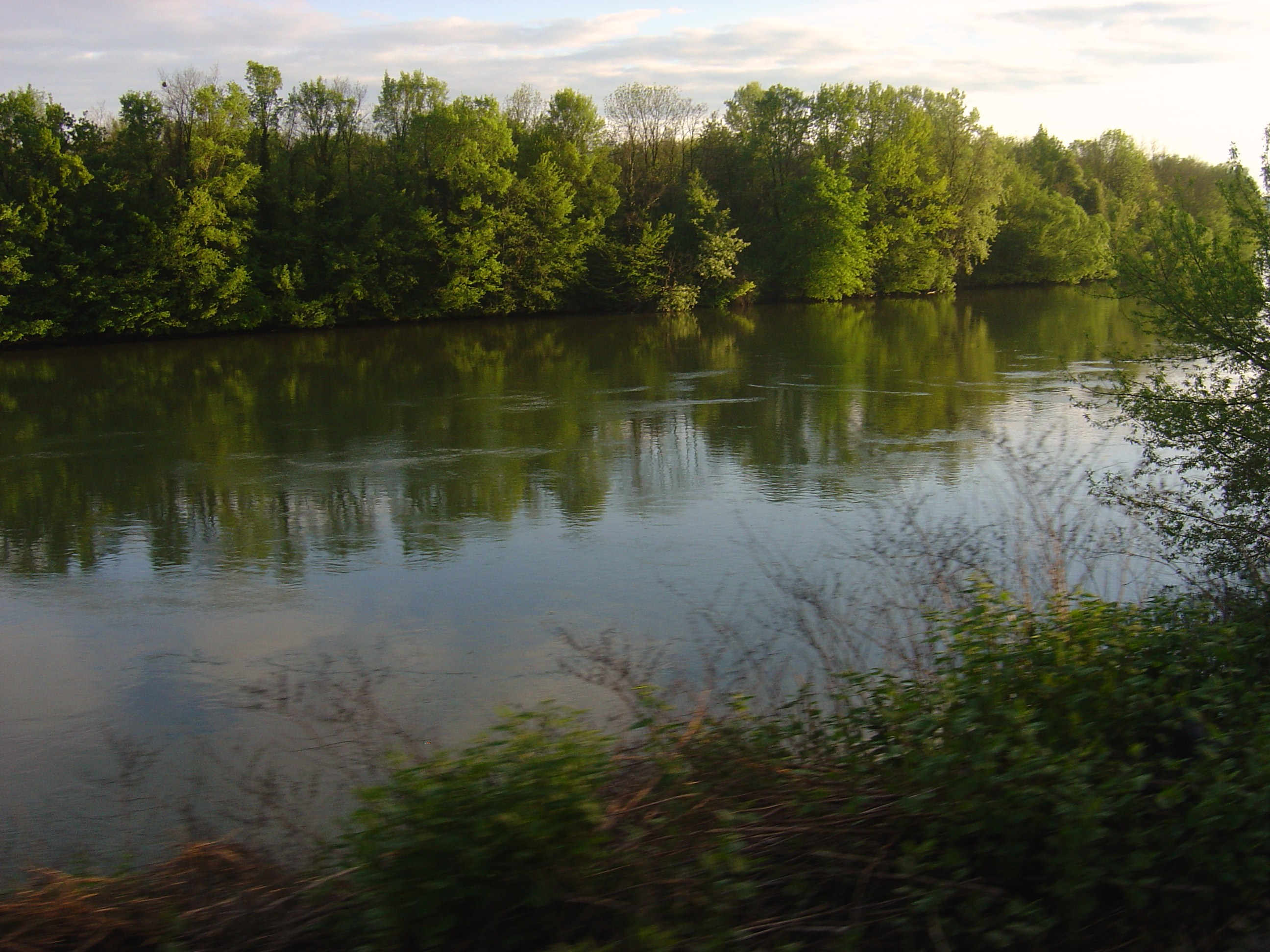
Драва в Орможе

О́рмож (словен. Ormož) — город в Словении в Подравском регионе, на левом берегу реки Драва, по которой проходит граница с Хорватией. Связан автомобильным мостом с хорватским берегом. Центр одноимённой общины. Население 2151 человек в самом городе и 17 095 человек в общине с центром в Орможе (2008 год).
В Орможе есть железнодорожная станция на линии Птуй—Чаковец. 
В 1293 году город упомянут в связи с проводившейся там ярмаркой, в 1331 году получил устав и городские права.